# Veduta dei Navigli
Veduta dei Navigli è un dipinto di Achille Cattaneo. Eseguito probabilmente negli anni venti del novecento, appartiene alle collezioni d'arte della Fondazione Cariplo.

## Descrizione
Si tratta di uno dei numerosi scorci milanesi che Cattaneo eseguì nell'ultima parte della sua carriera.